# МП-120
МП-120 — 120-мм міномет виробництва компанії «Українська бронетехніка». В січні 2022 року прийнятий на озброєння Збройних Сил України.

## Історія
Наказом Міністерства оборони України від 25.01.2022 року № 26 міномет калібру 120 міліметрів МП-120 прийнятий на озброєння ЗСУ.
Цьому передували державні випробування тривалістю у півтора року, на яких було здійснено повний настріл ресурсу ствола — понад 5000 пострілів. На гарантованому ресурсі у 5000 пострілів отримано знос ствола становить не більше ніж 0,2 мм, максимальний, за чинними нормативами, становить 0,4 мм.
Збільшити живучість ствола вдалося за рахунок нової технології виготовлення: його проковують із середини та ущільнюють.
Виробництво мінометів продовжилось через деякий час після початку російського вторгнення 2022 року, коли компанія відновила та наростила виробничі потужності. Станом на серпень 2023 року, компанія виготовляла МП-60, УПІК-82, МП-120 та боєприпаси для них. Ці міномети постачаються як державним, так і волонтерським коштом.

## Технічні характеристики
Максимальна дальність стрільби становить 7100 метрів.